# Die Anatomie des Dr. Tulp
Die Anatomie des Dr. Tulp ist ein Gemälde des niederländischen Malers Rembrandt. Das 1632 fertiggestellte Werk mit den Maßen 216,5 cm × 169,5 cm hängt heute im Mauritshuis in Den Haag.

## Historischer Hintergrund
Das Gemälde wurde von der Amsterdamer Chirurgengilde, deren offizieller städtischer Anatom Tulp war, in Auftrag gegeben. Das Geschehen kann auf den 31. Januar 1632 datiert werden, da die Gilde nur eine öffentliche Sektion pro Jahr gestattete, wobei die Leiche die eines hingerichteten Verbrechers sein musste.
Zwei Personen auf diesem Gemälde sind besonders exponiert: Die eine ist der Arzt Nicolaes Tulp, der den anwesenden Zuschauern anhand der Sektion des linken Armes der zu obduzierenden Person die Skelettmuskulatur erklärt. Die andere ist der auf dem Tisch liegende Tote, gemeinhin als Adriaan Adriaanszoon identifiziert, was jedoch zunehmend angezweifelt wird. Adriaanszoon war ein gewalttätiger Straßenräuber, der wegen seiner Verbrechen gehängt wurde. Die anderen Personen sind vermutlich Jacob Jansz Colevelt, Adrian Cornilsz Slabberaen, Mathys Evertsz Calkoen, Jacob Jans de Witt, Jacob Dielofse Block und Frans van Loenen, was sich sowohl durch die Auftragslage als auch das mittig in der Hand gehaltene Papier stützen lässt. Anatomie-Vorführungen waren im 17. Jahrhundert ein gesellschaftliches Ereignis. Sie fanden in hörsaalähnlichen sogenannten anatomischen Theatern statt, in diesem Fall in De Waag, dem Zunfthaus der Amsterdamer Chirurgengilde. Das Publikum, oft Zunftkollegen, Studenten und Honoratioren, musste Eintritt bezahlen. Mit dem eingenommenen Geld wurden die an der Schaustellung beteiligten Personen entgolten.

## Das Gemälde
Die abgebildeten Zuschauer sind dem gesellschaftlichen Anlass entsprechend feierlich gekleidet, es sind ebenso wie Nicolaes Tulp Mitglieder der Amsterdamer Gilde der Barbiere und Chirurgen. Der hohe Rang Tulps zeigt sich darin, dass er im Saal den Hut aufbehalten hat. Dies ist jedoch eine spätere kompositorische Lösung, da Röntgenaufnahmen in tieferen Malschichten einen Hut bei der am höchsten sitzenden Person offenbarten. Es wird ebenfalls angenommen, dass die Person links im Bild sowie die im Hintergrund über allen anderen Zuschauern stehende erst nachträglich in das Bild eingefügt wurden.
Die damalige Wissenschaft erklärte, das blutige Handwerk der Sektion solle von anderen Berufsgruppen verrichtet werden. Folgerichtig gibt es in diesem Bild auch keine Schneideinstrumente, stattdessen schließt es im rechten unteren Rand mit einem gewaltigen Buch ab, das für den Betrachter nicht lesbar ist, doch ein Lehrbuch der Anatomie sein wird. Im Gemälde zeigt sich ein sachlicher Fehler: Der angehobene Muskel (Musculus flexor digitorum superficialis) müsste laut der anatomischen Nomenklatur auf der Innenseite des Ellenbogens seinen Ursprung haben, er setzt im Bild hingegen nicht dort an.
Rembrandt war erst 25 Jahre alt, als er das Bild malte. Doch bereits hier, besonders in der Gestaltung der Person des Toten, zeigt sich eine Eigenart, die Rembrandt in späteren Jahren immer öfter praktizierte: das Abschatten von Gesichtern, das als Andeutung der umbra mortis gedeutet wird.
Ende 1951 wurde das Gemälde nach einer Restaurierung durch J. C. Traas wieder im Rijksmuseum Amsterdam ausgestellt. Es hatte sich um die bis dahin siebente Restaurierung gehandelt, bei der Rembrandts echte Signatur wiederentdeckt wurde.

## Nachwirkung
Im 19. Jahrhundert hatte der französische Maler Henri Gervex – inspiriert von Rembrandts Bild – den Pathologen Jean-Martin Charcot auf seinem Werk „Leçon à la Salpetrière“ dargestellt.
Im November 1967 entstanden mehrere Fotos des aufgebahrten Che Guevara, der kurz zuvor vom bolivianischen Militär gefangen genommen und erschossen worden war. Zu den bekanntesten Fotografien zählt die Aufnahme des bolivianischen Fotografen Freddy Alborta, die Offiziere, Soldaten und Zivilisten zeigt, die sich um Guevaras Leichnam platziert haben. Sie wurde vom britischen Kunstkritiker John Berger in einem bereits kurz nach dem Tod Guevaras erschienenen Essay mit der Anatomie des Dr. Tulp verglichen. Daneben kombinierten mehrere Künstler die Fotografie mit dem Gemälde, beispielsweise der Mexikaner Arnold Belkin in einer zwischen 1972 und 1975 entstandenen Serie von vier Acrylgemälden.
W. G. Sebald beschäftigt sich in Die Ringe des Saturn ausführlich mit dem Gemälde, insbesondere auch mit dem anatomischen Fehler. Im Spielfilm Barbara von Christian Petzold (2012) interpretiert der Arzt André Reiser, in Anlehnung an Sebald, den Fehler so, dass Rembrandt die Hand absichtlich falsch gezeichnet hat – als eine zweite rechte Hand. Alle Ärzte schauen auf das Lehrbuch der Anatomie und sehen die Hand so, wie sie diese sehen wollen – wie im Lehrbuch abgebildet – nicht aber so, wie sie in der Realität vorliegt.
Goscinny und Uderzo parodierten das Gemälde im Asterix-Band Der Seher. Der Seher „liest“ hierbei aus einem auf dem Tisch liegenden Fisch die Zukunft, während die Dorfbewohner um das Tischende herumstehen. In einem Werbetrailer des Computerspiels Deus Ex: Human Revolution wurde das Bild als Variation in einer computergenerierten Animation umgesetzt. Es dient als Parallele für das Ersetzen der Arme durch kybernetische Prothesen.